# Dodge Avenger
Dodge Avenger är ett modellnamn som används av Dodge-divisionen hos Chrysler Corporation.

## Generation 1 (1995-2001)
Första generationen Dodge Avenger var en coupémodell tillverkad av Chrysler Corporation och DaimlerChrysler 1995-2000. Dess huvudkonkurrenter var vid tiden Hyundai Coupé och Pontiac Sunfire.
Modellen ersattes av Dodge Stratus (Chrysler Stratus i Europa) modellåret 2001.

## Generation 2 (2007-2014)
Nya Dodge Avenger är en 4-dörrars mellanklassedan från Dodge lanserad 2007.
Karossen är en fyrdörrars sedan och motorerna är detsamma om hos den mindre Dodge Caliber.
Drivpaketet består av fem- eller sexväxlade manuella växellådor. Automat finns inte som tillval på Europamarknaden. Modellen byggs i USA.
På Europamarknaden förmodas huvudkonkurrenterna bestå av bland annat: Chevrolet Epica och Volkswagen Jetta.